# Rugby Mogliano 2013-2014

## Rosa
Fonte rosa e statistiche giocatori: It's Rugby

## Eccellenza 2013-14

### Stagione regolare
| Incontro                 | Andata | Ritorno |
| ------------------------ | ------ | ------- |
| Mogliano — Capitolina    | 50-6   | 43-3    |
| Fiamme Oro — Mogliano    | 17-34  | 3-8     |
| Mogliano — Calvisano     | 15-13  | 3-37    |
| Rovigo — Mogliano        | 26-5   | 24-17   |
| Mogliano — I Cavalieri   | 19-27  | 10-16   |
| S.S. Lazio — Mogliano    | 12-15  | 20-37   |
| Mogliano — Petrarca      | 15-10  | 24-23   |
| Reggio Emilia — Mogliano | 6-19   | 10-59   |
| Mogliano — San Donà      | 28-13  | 43-6    |
| Viadana — Mogliano       | 13-13  | 19-12   |

#### Risultati della stagione regolare
| Posizione | G  | V  | N | P | PF  | PS  | DP   | B | Pt |
| --------- | -- | -- | - | - | --- | --- | ---- | - | -- |
| 3ª        | 20 | 13 | 1 | 6 | 469 | 304 | +165 | 9 | 63 |

### Fase finale
| Turno | Incontro          | Andata | Ritorno |
| ----- | ----------------- | ------ | ------- |
| SF    | Mogliano — Rovigo | 19-22  | 30-31   |

## European Challenge Cup 2013-14

### Prima fase

#### Girone 2
| Incontro                   | Andata | Ritorno |
| -------------------------- | ------ | ------- |
| Newport G.D. — Mogliano    | 50-8   | 24-12   |
| Mogliano — Bordeaux Bègles | 20-31  | 7-64    |
| Mogliano — Bath            | 8-55   | 0-63    |

#### Risultati del girone 2
| Posizione | G | V | N | P | PF | PS  | DP   | B | Pt |
| --------- | - | - | - | - | -- | --- | ---- | - | -- |
| 4ª        | 6 | 0 | 0 | 6 | 55 | 288 | -233 | 0 | 0  |

## Verdetti
- Mogliano qualificato alla Qualifying competition 2015